# Вулиця Ольжича (Житомир)
Вулиця Ольжича — вулиця в Богунському районі міста Житомира. Названа в честь українського поета, археолога й публіциста Олега Ольжича, який народився в будинку на цій вулиці.     

## Характеристики
Розташована у центральній частині міста, у стародавній його частині. Західна частина вулиці (від Володимирської вулиці до вулиці Охрімова Гора) пролягає в історичній місцевості Охрімова Гора.             
Бере початок з вулиці Юрка Тютюнника. Прямує на захід, перетинаючись з вулицями Перемоги, Старовільською, Володимирською. Завершується перехрестям з вулицею Охрімова Гора.             

По ділянці вулиці між вулицями Перемоги й Володимирською курсують маршрутні таксі. Найближчі зупинки тролейбуса й низки маршрутних таксі — по вулиці Перемоги.             

## Історія
Ділянка вулиці, що розташована на Охрімовій Горі, між нинішніми вулицями Володимирською та Охрімова Гора є однією з найстаріших вулиць Житомира, що сформувалася до кінця XVIII ст. та у 1781 році відома як Звивиста вулиця. Була довшою — продовжувалася, повертаючи на північ та завершувалася перехрестям з нинішньою вулицею Короленка. Звивиста вулиця охоплювала не лише ділянку сучасної вулиці Ольжича, а й частину вулиці Охрімова Гора та початок вулиці Чехова. На той час вулиця розташовувалася у північно-західному передмісті.           
Первинна забудова Звивистої вулиці сформувалася до початку ХІХ ст. та являла собою житлові будинки садибного типу, переважно дерев'яні, розташовані на значних за розміром земельних ділянках. На тодішньому початку вулиці — на розі Звивистої й Володимирської вулиць, у місцевості раніше відомій як Окопище, існувало єврейське кладовище, зазначене на мапі початку ХІХ ст. та зачинене від поховань у другій половині ХІХ ст.          
У другій половині ХІХ ст. ділянка Звивистої вулиці, що являє собою нинішні вулиці Охрімова Гора та Чехова, отримала нову назву Дубенська. Решта стародавньої Звивистої вулиці, а також нова ділянка вулиці (між нинішніми вулицями Юрка Тютюнника й Володимирською) з другої половини ХІХ ст., відомі як Мала Вільська вулиця.          
Нова ділянка вулиці, між нинішніми вулицями Юрка Тютюнника й Володимирською, сформувалася у другій половині ХІХ ст. згідно з Генпланом, яким передбачалося продовження стародавньої Звивистої вулиці у східному напрямку — від існуючої тоді Володимирської вулиці, перетинаючи проєктну Велику Вільську вулицю (нині Перемоги) до запроєктованої Олександрівської (нині відома як Юрка Тютюнника). Згідно з мапами середини ХІХ ст. на запроєктованій трасі все ще поставали садиби, між існуючою Володимирською вулицею та проєктною Великою Вільською.          
Невдовзі новій ділянці, а також стародавній Звивистій вулиці надано назву Рязанська вулиця. Назва не прижилася. На мапах кінця ХІХ — початку ХХ ст. вулиця позначена як Мала Вільська.          
У другій половині ХІХ ст. та на початку ХХ ст. формувалася малоповерхова забудова вулиці, що частково збереглася дотепер та характерною особливістю якої є розташування фасадів будинків на червоній лінії вулиці, а не в глибині земельної ділянки.          
Після більшовицького перевороту Малій Вільській вулиці дано назву на честь більшовицького військового ватажка Пархоменка Олександра Яковича, якому в 1987 році було встановлено пам'ятник на розі з вулицею Перемоги.         
У 1930-х роках на рештках поховань стародавнього єврейського кладовища, на Окопищі збудовано житлові дво-, триповерхові будинки.         
З початку 1970-х років серед старої забудови вулиці з'являються п'ятиповерхівки типових проєктів. У 1967 році на початку вулиці побудовано тролейбусне депо. По ділянці вулиці між вулицями Юрка Тютюнника й Перемоги збудовано службову тролейбусну лінію.         
У 1993 році вулиця отримала нинішню назву.         
У 2015 році у сквері на розі вулиць Ольжича та Перемоги здійснено роботи з демонтажу пам'ятника Пархоменкові. У 2017 році здійснено реконструкцію скверу та встановлено пам'ятник Олегові Ольжичу, який народився в будинку на розі вулиць Ольжича й Старовільської (будинок не зберігся).         